# 内海大橋

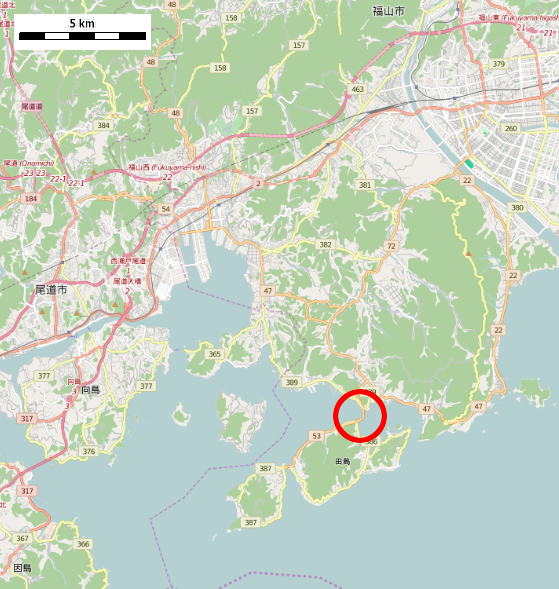
周辺

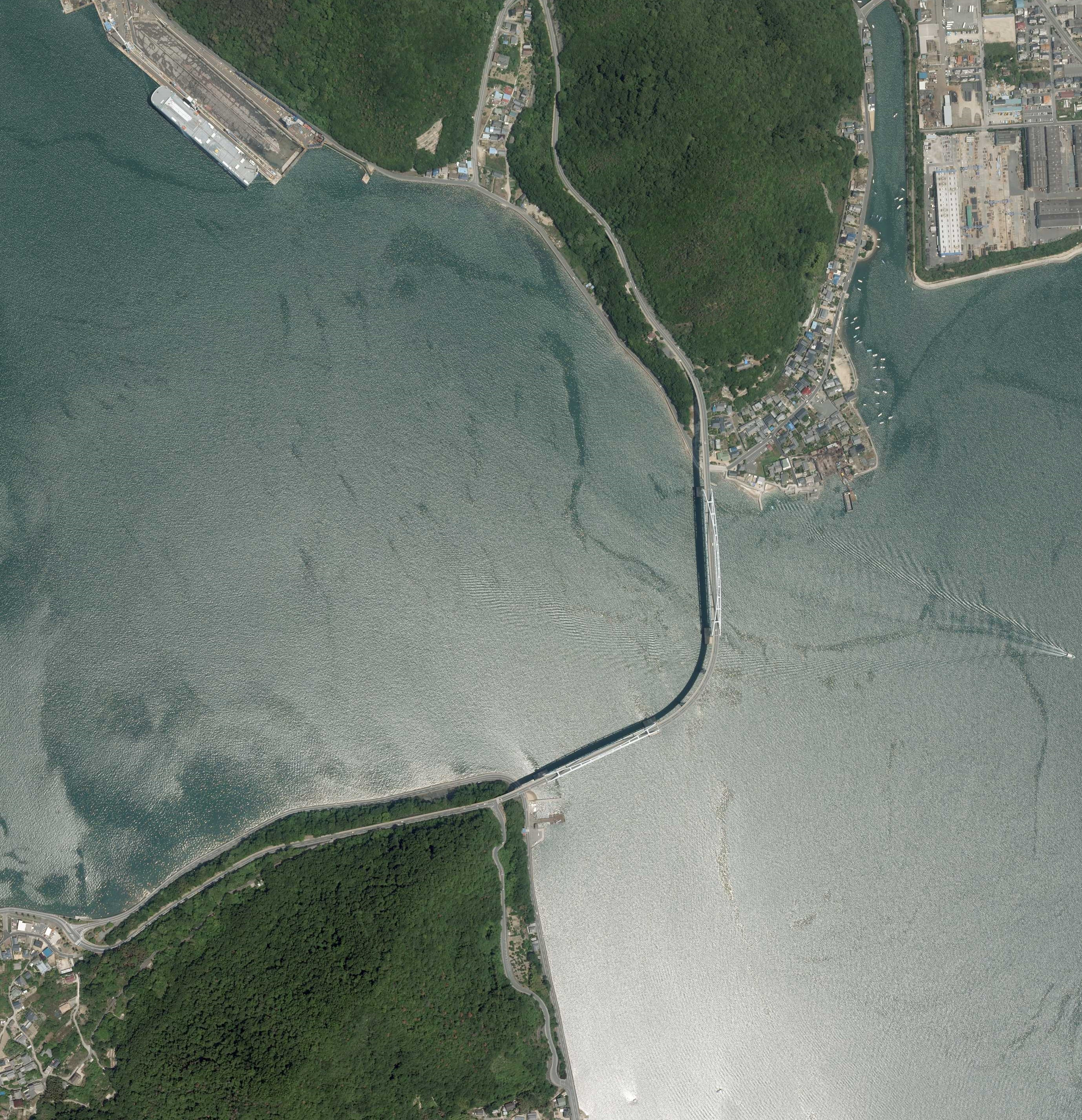
2013年。上が沼隈、下が田島。

内海大橋（うつみおおはし）は、広島県福山市の沼隈半島から沖合いの田島を結ぶ道路橋である。1989年全建賞道路部門受賞。

## 概要
1989年10月開通。福山市沼隈町（旧沼隈郡沼隈町）と、福山市内海町（旧沼隈郡内海町）を結ぶ唯一の橋であり、広島県道53号沼隈横田港線筋の橋である。田島とその西隣の横島は1979年から睦橋で結ばれていることから、この橋により田島・横島ともに沼隈本土と結ばれていることになる。
沼隈側近くに鞆の浦や阿伏兎観音（磐台寺観音堂）がある。路線全体が「アメニティーロード」と名付けられ、欄干や歩道、照明にデコレーションが施され、内海側を降りると南国風のヤシの木が並ぶ。沼隈側の橋下周辺が「敷名」と呼ばれた古来から存在した港であり敷名番所跡として整備されている。
元々フェリーでの渡峡のみだったこの2つの島の住民が1969年に架橋運動を起こし、これを受けて県は1970年から調査に入る。1979年になり県の事業として正式に決定し、1981年から取付工事に着手し、1986年に橋桁工事着手、そして1989年に全線開通した。

## 構造

### 諸元
- 路線名 : 広島県道53号沼隈横田港線
- 橋長 : 832m[1]
- 最大支間長 : 219.6m[1]
- 幅員 : 車道5.5m、歩道1.5m[1]
- 航路限界 : 30m[1]
- 橋種 : 2連バスケットハンドル型ニールセンローゼ橋[1]
  - アーチスパン : 沼隈側219.6m、内海側184.6m[5]
  - アーチライズ : 沼隈側34.0m、内海側28.0m[5]
- 設計 : 長大[6]
- 施工 : 大林組・住友建設JV[6]

### 特徴
この橋の線形は”くの字”に曲がっている。この海峡は、直線距離550m程であるが、中間部にマナイタゾワイと呼ばれる浅瀬岩礁があることと、常石造船など付近に造船会社が存在し比較的大きな船が航行していた。そのため架橋地点の中央部を航路とすることが出来ず陸地側に橋脚を設けることは航路を塞ぐことになるため、マナイタゾワイに橋脚を設けその両陸地側を航路として用いるよう道路線形および長大橋が考えられた。
そこでニールセンローゼ橋、さらに剛性を高めるためアーチ桁を内側に傾けた”バスケットハンドル型”と呼ばれるアーチ橋に決定した。さらにマナイタゾワイは地盤として十分強固であったため直接基礎あるいは杭基礎が採用され、基礎工の施工費および将来的な維持管理費が少なくなったことから直線で結ぶよりもくの字で結んだほうが経済的に優れることになった。
沼隈側のアーチ橋が219.6mと最も長く、バスケットハンドル型ニールセンとしては完成年度当時で日本最長であり、この形式としては初めて200mを超えたものとなった。

## ギャラリー

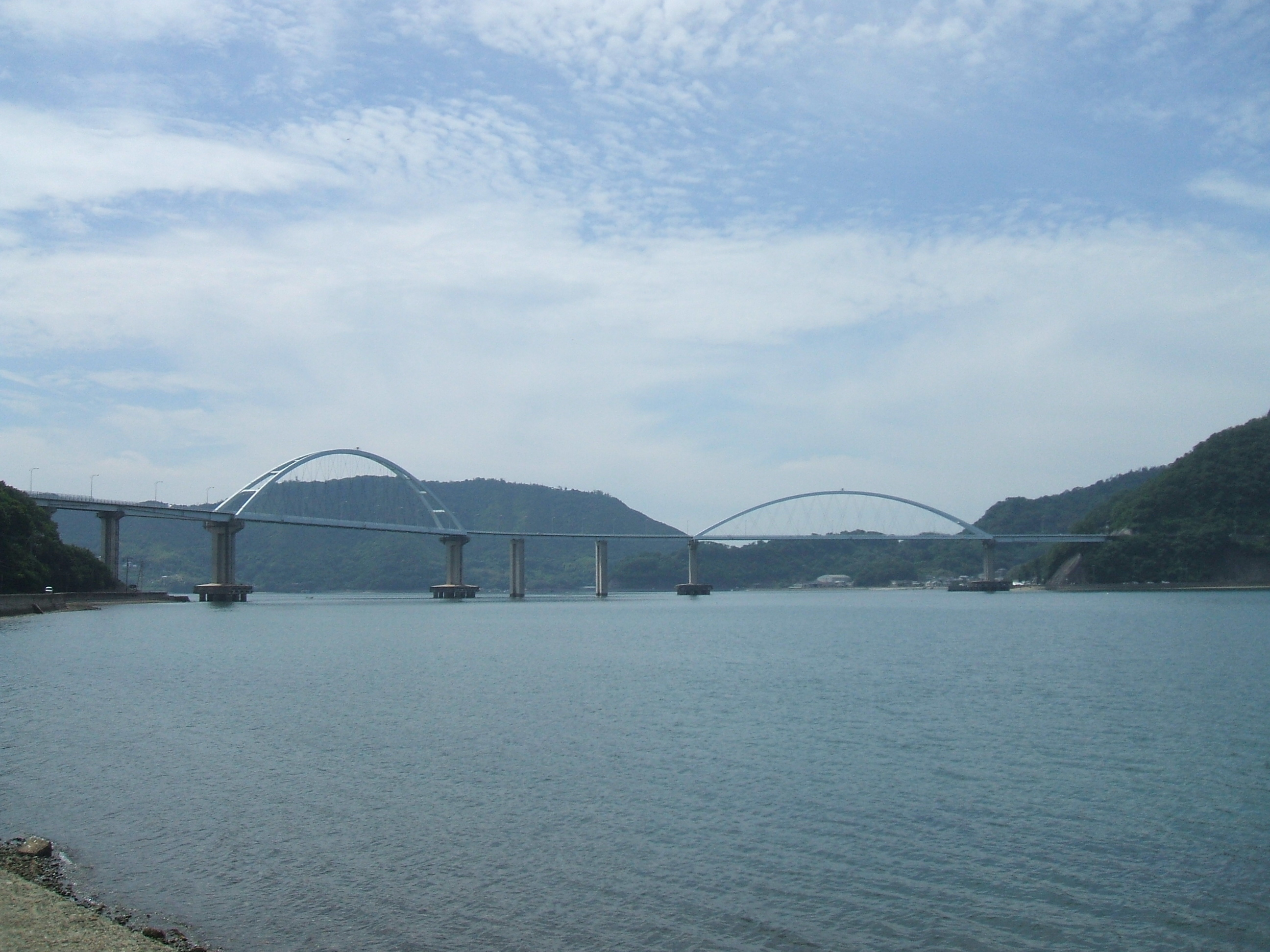
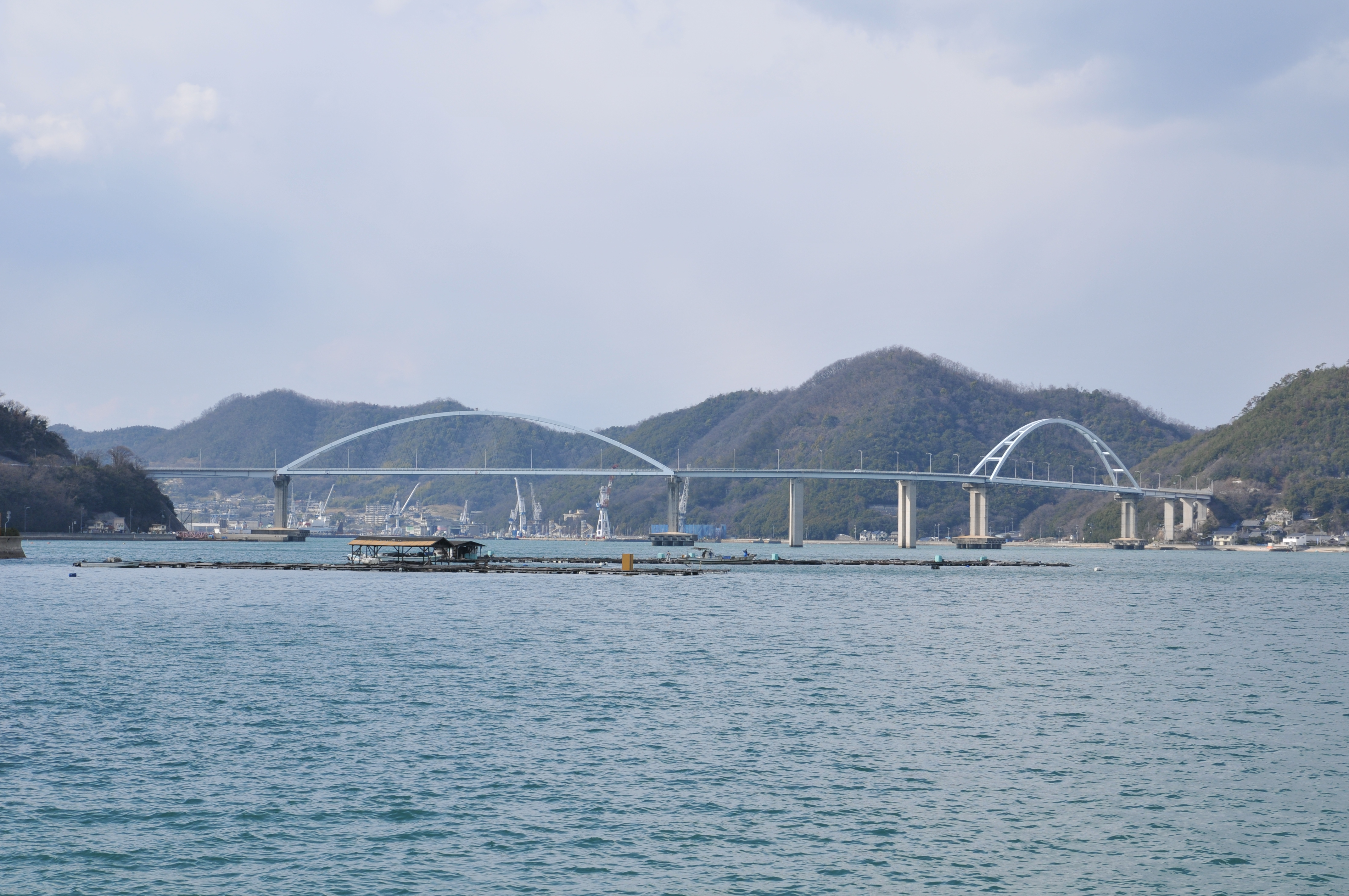
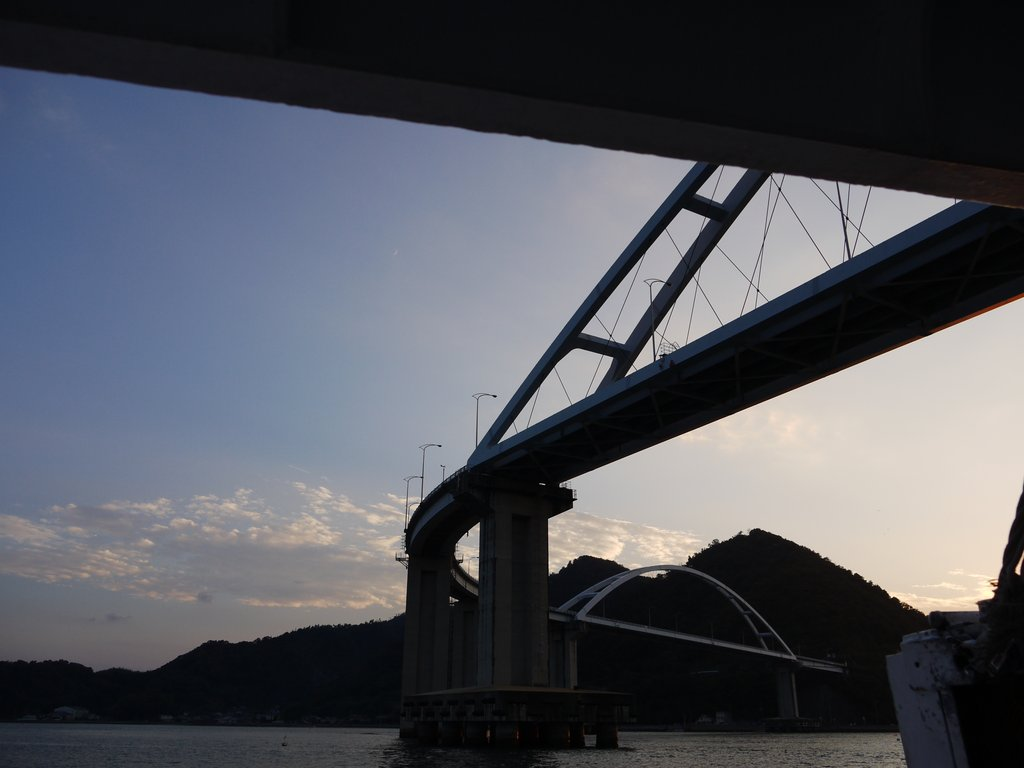
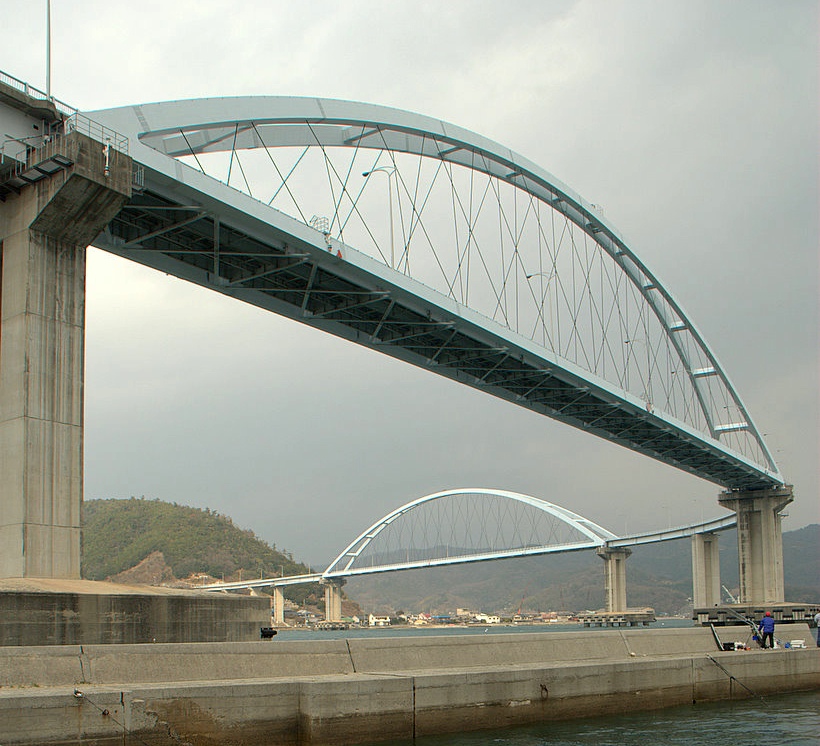